# Вермельскирхен
Вермельскирхен (нем. Wermelskirchen) — город в Германии, в земле Северный Рейн-Вестфалия в долине реки Вуппер.
Подчинён административному округу Кёльн. Входит в состав района Рейниш-Бергиш. Население составляет 35 437 человек (на 31 декабря 2010 года). Занимает площадь 74,66 км². Официальный код — 05 3 78 032.
В Вермельскирхене находится штаб-квартира германской компании-ретейлера OBI.
Среди религиозных учреждений города — евангелическая и католическая церкви. Вермельскирхен — родина немецкого кинорежиссёра Уве Болла, родившегося здесь 22 июня 1965 года.

## Достопримечательности
Неподалёку от города находится гостиница «Мария на лугу», являвшаяся в начале XX века виллой богатого фабриканта Карла Ханиэля.